# Dimitris Kaloskamis
Dimitris Kaloskamis (en griego: Δημήτριος Καλοσκάμης; Marusi, Grecia, 1 de marzo de 2005) es un futbolista griego que juega de centrocampista en el Panathinaikos F. C. de la Superliga de Grecia.

## Trayectoria
Empezó a jugar al fútbol en una escuela de fútbol del Arsenal F. C. en Chalandri, antes de probar con el Panathinaikos F. C., el Olympiacos F. C. y el AEK Atenas F. C., decidiendo finalmente fichar por el primero en 2016. Firmó su primer contrato profesional en julio de 2021.
El 28 de septiembre de 2022 fue nombrado por el diario inglés The Guardian como uno de los mejores jugadores del mundo nacidos en 2005.